# Acanthomintha lanceolata
Acanthomintha lanceolata — вид квіткових рослин з родини глухокропивових (Lamiaceae).

## Біоморфологічна характеристика

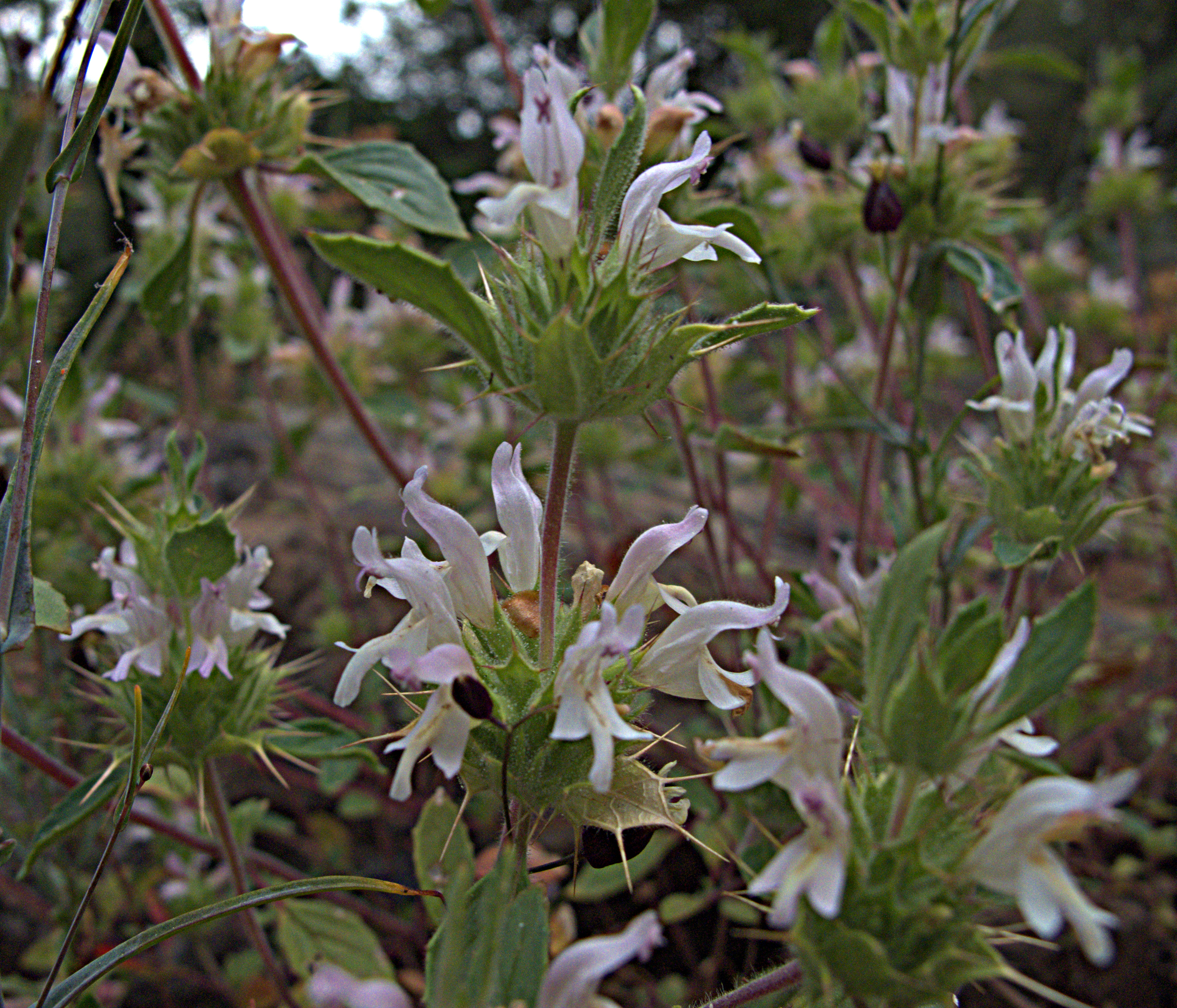

Рослина м'яковолосиста, погано пахне. Стебло: 10–30 см; волоски короткі проксимально, помітно залозисті дистально. Листова пластина залозиста, 10–20 мм, від ланцетно-довгастої до яйцюватої форми, край цільний чи зубчастий чи колючий. Суцвіття: приквітки 9–12 мм, довгасті, крайових шипів 7–9, 10–12 мм. Квітка: чашечка 12 мм; віночок 20–25 мм, білий, зрідка рожевий, залозисто-волосистий, губи 8–10 мм, верхні ≈ = нижні, 2-лопатеві, глибоко запушені; верхні тичинки плідні, пиляки голі. Час цвітіння: березень — червень.

## Поширення
Ендемік Каліфорнії (США).
Населяє рідколісся, чапаралі, осипи, скелясті схили, відслонення, зрідка серпантини на висотах нижче 1200 метрів.